# Couratari riparia
Couratari riparia är en tvåhjärtbladig växtart som beskrevs av Noel Yvri Sandwith. Couratari riparia ingår i släktet Couratari, och familjen Lecythidaceae.
Artens utbredningsområde är Guyana. Inga underarter finns listade i Catalogue of Life.